# Tà Tổng
Tà Tổng là một xã thuộc huyện Mường Tè, tỉnh Lai Châu, Việt Nam.
Xã Tà Tổng có diện tích 510,82 km², dân số năm 1999 là 3954 người, mật độ dân số đạt 8 người/km².